# Chester (Arkansas)
Chester es un pueblo ubicado en el condado de Crawford en el estado estadounidense de Arkansas. En el Censo de 2010 tenía una población de 159 habitantes y una densidad poblacional de 127,37 personas por km².

## Geografía
Chester se encuentra ubicado en las coordenadas 35°40′40″N 94°10′39″O / 35.67778, -94.17750. Según la Oficina del Censo de los Estados Unidos, Chester tiene una superficie total de 1.25 km², de la cual 1.25 km² corresponden a tierra firme y (0%) 0 km² es agua.

## Demografía
Según el censo de 2010, había 159 personas residiendo en Chester. La densidad de población era de 127,37 hab./km². De los 159 habitantes, Chester estaba compuesto por el 88.05% blancos, el 0% eran afroamericanos, el 3.14% eran amerindios, el 1.89% eran asiáticos, el 0% eran isleños del Pacífico, el 0.63% eran de otras razas y el 6.29% pertenecían a dos o más razas. Del total de la población el 0.63% eran hispanos o latinos de cualquier raza.